# Amina Rani Kilegefa’anu
Amina Rani Kilegefa’anu, född cirka 1745, död okänt år efter år 1759, var regent i Maldiverna under sin far sultan Muhammad Imaduddin III:s fångenskap i Indien 1754–1757, och regerande drottning av Maldiverna från 1757 till 1759. 
Amina Rani Kilegefa’anu var dotter till sultan Muhammad Imaduddin III. År 1752 fördes hennes far i fångenskap till Indien av Ali Raja av Cannanore, som ockuperade Maldiverna. När ockupationen hävdes av Hassan Manikfan utropades hennes vuxna kusin Amina Kabafa’anu till Maldivernas regent med Hassan Manikfan som de facto medregent. Hon abdikerade 1754 till förmån för sin nio år gamla kusin Amina Rani Kilegefa’anu, som blev nominell regent för sin frånvarande far med Hassan Manikfan som verklig härskare. När Muhammad Imaduddin III avled i sitt fängelse i Indien utropades Amina Rani Kilegefa’anu till regerande drottning med Hassan Manikfan som regent. Amina Rani Kilegefa’anu och Hassan Manikfan avsattes 1759 av hennes farbror Hasan 'Izz ud-din. Han ska ha behandlat sin avsatta företrädare och brorsdotter med "stor respekt".